# Sam Dyson
Samuel Isaac Dyson (Tampa, 7 maggio 1988) è un giocatore di baseball statunitense, lanciatore per gli Indios de Mayagüez della Liga de Béisbol Profesional Roberto Clemente, il campionato invernale portoricano.

## Carriera

### Minor League (MiLB)

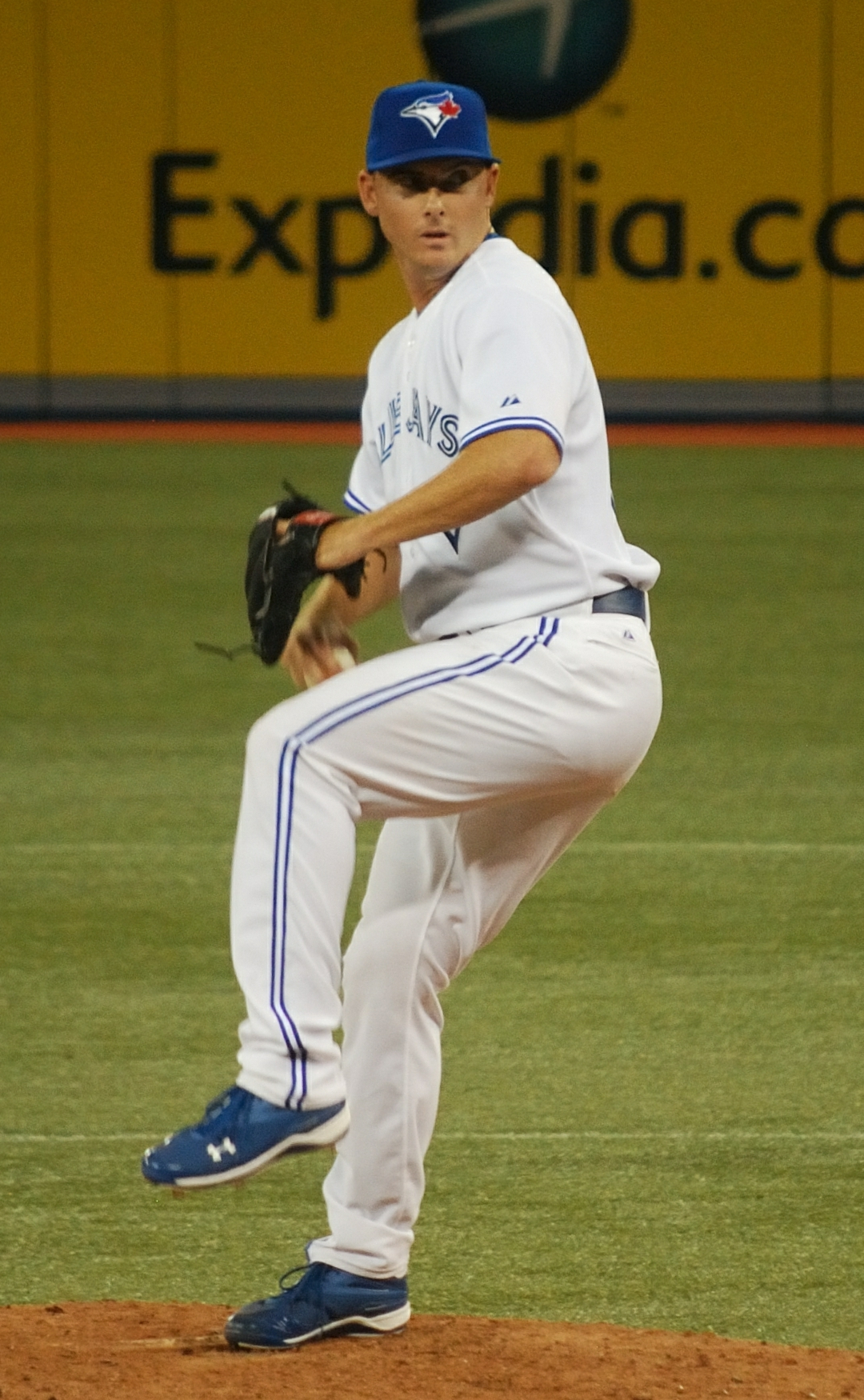
Dyson con i Blue Jays nel 2012

Dyson frequentò la scuola superiore gesuita di Tampa, sua città natale. Dopo aver ottenuto il diploma venne selezionato nel 19º turno del draft MLB 2006 dai Washington Nationals, ma scelse di non firmare e si iscrisse all'Università del Sud Carolina di Columbia. Da lì venne selezionato nel 10º turno del draft MLB 2009 dai Oakland Athletics. L'anno successivo i Toronto Blue Jays selezionarono Dyson, nel 4º turno del draft MLB 2010. Saltò la stagione 2010 e poi la stagione 2011 per recuperare dalla Tommy John surgery.
Esordì nella minor league nel 2012, dove giocò principalmente nella Doppia-A, ma anche nella classe A-avanzata. Terminò la stagione con 39 presenze, 33 nella Doppia-A e 6 nella A-avanzata.

### Major League (MLB)
Dyson debuttò nella MLB il 5 luglio 2012, al Rogers Centre di Toronto contro gli Kansas City Royals. Concluse la stagione con all'attivo solo 2 partite disputate nella massima serie. Il 22 gennaio 2013, venne designato per la riassegnazione dalla franchigia canadese.
Il 30 gennaio 2013, Dyson venne prelevato dai Miami Marlins, che lo impiegarono durante la stagione in 5 partite nella major league e in 22 nella minor league, 16 nella Doppia-A, 5 nella Tripla-A e 1 nella classe Rookie. L'anno seguente ebbe più spazio partecipando a 32 incontri nella MLB e 13 nella Tripla-A.
Il 31 luglio 2015, i Marlins scambiarono Dyson con i Texas Rangers in cambio di Cody Ege e Tomás Telis. Con i Rangers partecipò nello stesso anno al primo post stagione di carriera, ripetendo l'esperienza l'anno seguente.
Il 6 giugno 2017, i Rangers scambiarono Dyson, assieme a una somma di denaro, con i San Francisco Giants per un giocatore da nominare in seguito. Il 15 novembre, venne inviato il giocatore di minor league Hunter Cole, completando lo scambio. Dyson divenne il nuovo lanciatore di chiusura della squadra.
Il 31 luglio 2019, i Giants scambiarono Dyson con i Minnesota Twins per i giocatori di minor league Prelander Berroa e Kai-Wei Teng e Jaylin Davis. Divenne free agent il 31 ottobre 2019, a stagione terminata.

## Nazionale
Dyson venne convocato dalla Nazionale di baseball degli Stati Uniti d'America per l'edizione 2017 del World Baseball Classic. Contribuì alla vittoria della squadra lanciando sei inning perfetti, ottenendo come il resto della squadra al termine della competizione, la medaglia d'oro.

## Palmarès

### Nazionale
- World Baseball Classic:  Medaglia d'Oro

Team USA: 2017